# Threads.h
threads.h — заголовочный файл стандартной библиотеки языка программирования С, содержащий макросы, типы, константы и функции для работы с потоками. Данный заголовочный файл появился в стандарте C11.

## Макросы
| Имя                 | Примечания |
| ------------------- | --- |
| thread_local        | макрос, используемый для объявления локальной переменной потока |
| TSS_DTOR_ITERATIONS | макрос, расширяемый до положительного целочисленного константного выражения, определяющего максимальное количество раз, которое деструктор для локального указателя памяти потока будет вызываться thrd_exit. |

## Константы и типы
| Имя           | Примечания |
| ------------- | --- |
| thrd_success  | указывает на успешное выполнение |
| thrd_timedout | указывает на неудачное выполнение, завершившееся ввиду превышения времени ожидания                                                                  |
| thrd_busy     | указывает на неудачное выполнение, завершившееся ввиду невозможности получить доступ к ресурсу                                                      |
| thrd_nomem    | указывает на неудачное выполнение, завершившееся ввиду нехватки памяти                                                                              |
| thrd_error    | указывает на неудачное выполнение, завершившееся ввиду какой-либо ошибки                                                                            |
| thrd_t        | зависящий от реализации тип, представляющий идентификатор потока                                                                                    |
| thrd_start_t  | синоним типа int(*)(void*), используемый функцией thrd_create                                                                                       |
| mtx_plain     | значение, идентифицирующее тип мьютекса, у которого нет контроля повторного захвата множество раз одним и тем же потоком                            |
| mtx_recursive | значение, идентифицирующее тип мьютекса, повторные захваты которого одним и тем же потоком множество раз допустимы, ведущего счётчик таких захватов |
| mtx_timed     | значение, идентифицирующее тип мьютекса, поддерживающего захват с возвращением ошибки по истечении указанного времени                               |
| mtx_t         | тип, представляющий индентификатор мьютекса |
| cnd_t         | тип, представляющий индентификатор условной переменной                                                                                              |
| tss_t         | тип, представляющий указатель на локальную память потока                                                                                            |
| tss_dtor_t    | синоним типа void(*)(void*), используемого в качестве деструктора локальной памяти потока                                                           |

## Функции
| Имя | Примечания |
| --- | --- |
| int thrd_create(thrd_t *thr, thrd_start_t func, void *arg)                                                   | создает новый поток, исполняющий func с аргументами arg, помещая его идентификатор в thr |
| int thrd_equal(thrd_t lhs, thrd_t rhs)                                                                       | проверяет, указывает ли lhs на тот же поток, что и rhs |
| thrd_t thrd_current(void)                                                                                    | возвращает идентификатор текущего потока |
| int thrd_sleep(const struct timespec* duration, struct timespec* remaining)                                  | останавливает текущий поток на длительность duration, помещая оставшее до возобновления работы время в remaining, |
| void thrd_yield(void)                                                                                        | предоставляет планировщику задач подсказку перепланировать выполнение потоков, позволяя другим потокам работать |
| _Noreturn void thrd_exit(int res)                                                                            | завершает выполнение текущего потока, устанавливая его код возврата равным res |
| int thrd_detach(thrd_t thr)                                                                                  | отсоединяет поток, идентефицируемый thr, от текущей среды. |
| int thrd_join(thrd_t thr, int *res)                                                                          | ожидает завершение работы потока, идентифицируемого thr, помещая его код исполнения в res |
| int mtx_init(mtx_t* mutex, int type)                                                                         | создает мьютекс типа type, помещая его идентификатор в переменную, на которую указывает mutex |
| int mtx_lock(mtx_t* mutex)                                                                                   | останавливает работу текущего потока, пока мьютекс, на который указывает mutex, не будет разблокирован |
| int mtx_timedlock(mtx_t *restrict mutex, const struct timespec *restrict time_point)                         | останавливает работу текущего потока, пока мьютекс, на который указывает mutex, не будет разблокирован, или пока не будет достигнут момент времени, на который указывает time_point |
| int mtx_trylock(mtx_t *mutex)                                                                                | блокирует мьютекс, если он уже не заблокирован |
| int mtx_unlock(mtx_t *mutex)                                                                                 | разблокирует мьютекс, на который указывает mutex |
| int mtx_destroy(mtx_t *mutex)                                                                                | уничтожает мьютекс, на который указывает mutex |
| void call_once(once_flag* flag, void (*func)(void) func)                                                     | вызывает функцию func ровно один раз, даже если вызывается из нескольких потоков |
| int cnd_init(cnd_t* cond)                                                                                    | создает условную переменную, помещая ее идентификатор в cond |
| int cnd_signal(cnd_t *cond)                                                                                  | разблокирует один поток, ожидающий условную переменную, на которую указывает cond |
| int cnd_wait(cnd_t* cond, mtx_t* mutex)                                                                      | разблокирует мьютекс, на который указывает mutex, и блокирует переменную условия, на которую указывает cond, до тех пор, пока поток не сообщит cnd_signal или cnd_broadcast, или пока не произойдет ложное пробуждение                                                                              |
| int cnd_timedwait( cnd_t* restrict cond, mtx_t* restrict mutex, const struct timespec* restrict time_point ) | разблокирует мьютекс, на который указывает mutex, и блокирует переменную условия, на которую указывает cond, до тех пор, пока поток не сообщит cnd_signal или cnd_broadcast, или пока не будет достигнут момент времени, на который указывает time_point, или пока не произойдет ложное пробуждение |
| void cnd_destroy(cnd_t* cond);                                                                               | уничтожает условную переменную, на которую указывает cond |
| int tss_create(tss_t* tss_key, tss_dtor_t destructor)                                                        | создает локальное хранилище потока с заданным деструктором destructor, помещая его идентификатор в переменную, на которую указывает tss_key |
| void *tss_get(tss_t tss_key)                                                                                 | возвращает данные, содержащиеся в локальном хранилище потока, идентифицируемом tts_key |
| int tss_set(tss_t tss_id, void *val)                                                                         | устанавливает значение, хранящееся в локальном хранилище потока, идентифицируемом tts_key, равным val |
| void tss_delete(tss_t tss_id)                                                                                | уничтожает локальное хранилище потока, идентифицируемое tts_id |